# NGC 2026
NGC 2026 este o galaxie situată în constelația Taurul. A fost descoperită în 5 decembrie 1784 de către William Herschel.